# عبدالغفور مراد
عبدالغفور مراد (انگلیسی: Abdul Ghafoor Murad؛ زادهٔ ۱۲ مارس ۱۹۸۹) یک بازیکن فوتبال اهل قطر است.

## باشگاهی
از باشگاه‌هایی که در آن بازی کرده‌است می‌توان به الریان، السیلیه، القطر، المسیمیر، و الاهلی قطر اشاره کرد.

## تیم ملی
وی همچنین در تیم ملی فوتبال Qatar U-23 بازی کرده است.